# PZL TS-8 Bies
PZL TS-8 Bies byl polský dvoumístný celokovový jednomotorový cvičný dolnoplošník s příďovým zatahovacím podvozkem.

## Vznik
Konstruktér Tadeusz Soltyk v letech 1949 a 1950 navrhl ve vývojových dílnách LWD v Lodži pokračovací cvičný letoun Bies s řadovým motorem Argus As 10C. Stroj nebyl nikdy postaven z důvodu nedostatku trofejních Argusů na větší sérii, navíc byly lodžské vývojové dílny v roce 1950 zrušeny.
V projektových pracích Soltyk pokračoval v Instytutu Lotnictva, kde částečně navázal na původní návrh. Podle zadání polského vojenského letectva měl nový cvičný typ nahradit méně ekonomické stroje Jakovlev Jak-11. Konstrukce, stavba prototypu a statické zkoušky zabraly dva roky.

## Vývoj
První prototyp TS-8 Bies (imatrikulace SP-GLF) zalétal zkušební pilot ing. A. Ablamowicz 23. července 1955.
Letoun poháněl nový motor polské konstrukce ing. W. Narkiewicze, hvězdicový sedmiválec WN-3 o výkonu 239 kW s dvoulistou, prozatím nestavitelnou vrtulí.
Krátce nato vznikly další dva prototypy SP-GLH a SP-GLG, které v létech 1955 až 1957 prošly podnikovými a státními zkouškami. Testy neprobíhaly hladce, například během zkušebního letu zalétávacího pilota ing. Ludwika Natkaniece se utrhly žaluzie ve vstupní části motorového krytu typu NACA, které těžce poškodily vrtuli. Během nastalých silných vibrací se pohonná jednotka utrhla z motorového lože a dopadla na zem v těsné blízkosti letiště. Pilot okamžitě vysunul podvozek, čímž se pomocí příďového kola posunulo těžiště více vpřed a Bies tak přistál bez dalšího poškození.
Druhý prototyp TS-8 absolvoval v létě 1957 Pařížský aerosalon, kam doletěl z Varšavy po mezipřistání v Berlíně. Již v prosinci 1956 získal Ablamowicz s prvním Biesem výškový rekord 7 084 m v kategorii letadel o váze 1 000 až 1 750 kg. 14. května pak výkonem 2884 km utvořil dálkový rekord na uzavřené trati v hmotností kategorii 1 750 až 3 000 kg. Natkaniec navíc získal s TS-8 řadu národních rekordů.
Desetikusová ověřovací série označená TS-8B-I se stavěla v dílnách PZL na letišti Okęcie ve Varšavě, vlastní sériová výroba probíhala v závodech v Mielci. Zde vyprodukované stroje nesly označení TS-8B-II.
Deset strojů s vylepšenou avionikou bylo označeno TS-8B-III.
Polsko se pokoušelo proniknout s Biesem na trh do Indonésie, kde se dva exempláře TS-8 zkoušely. Jeden čas se uvažovalo také o licenční výrobě, která se však neuskutečnila.

## Varianty
- TS-8 – 3 prototypy

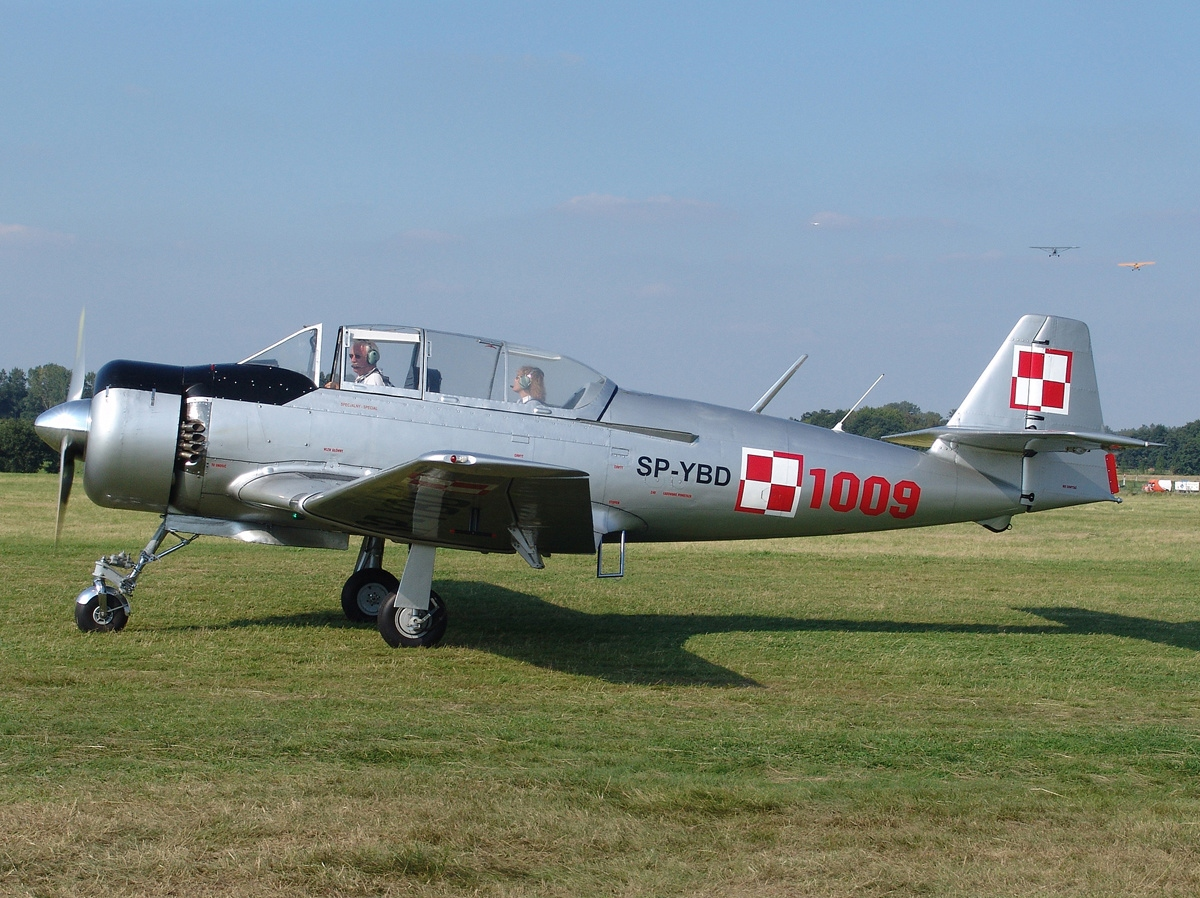
PZL-Mielec TS-8 Bies (SP-YBD)

- TS-8BI – první experimentální série, vyrobeno 10 ks
- TS-8BII – hlavní produkční verze, založená na vylepšení TS-8BI, postaveno 229 kusů
- TS-8BIII – verze s lepší avionikou, vyrobeno 10 kusů

## Muzejní exponáty a památníky
Jeden letoun slouží jako památník v obci Witkowo, v okresu Hnězdno v Polsku.

## Specifikace

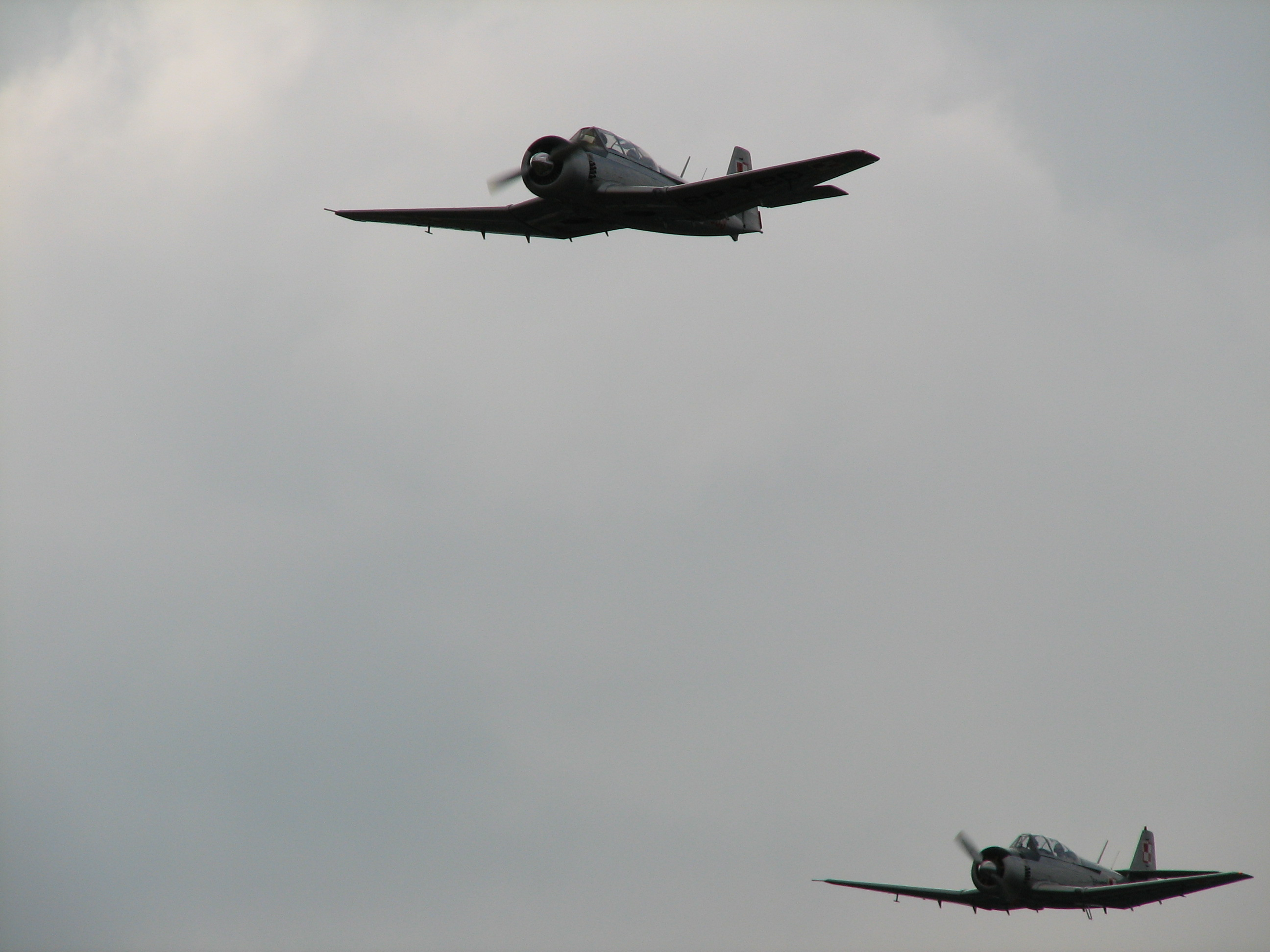
TS-8 Bies

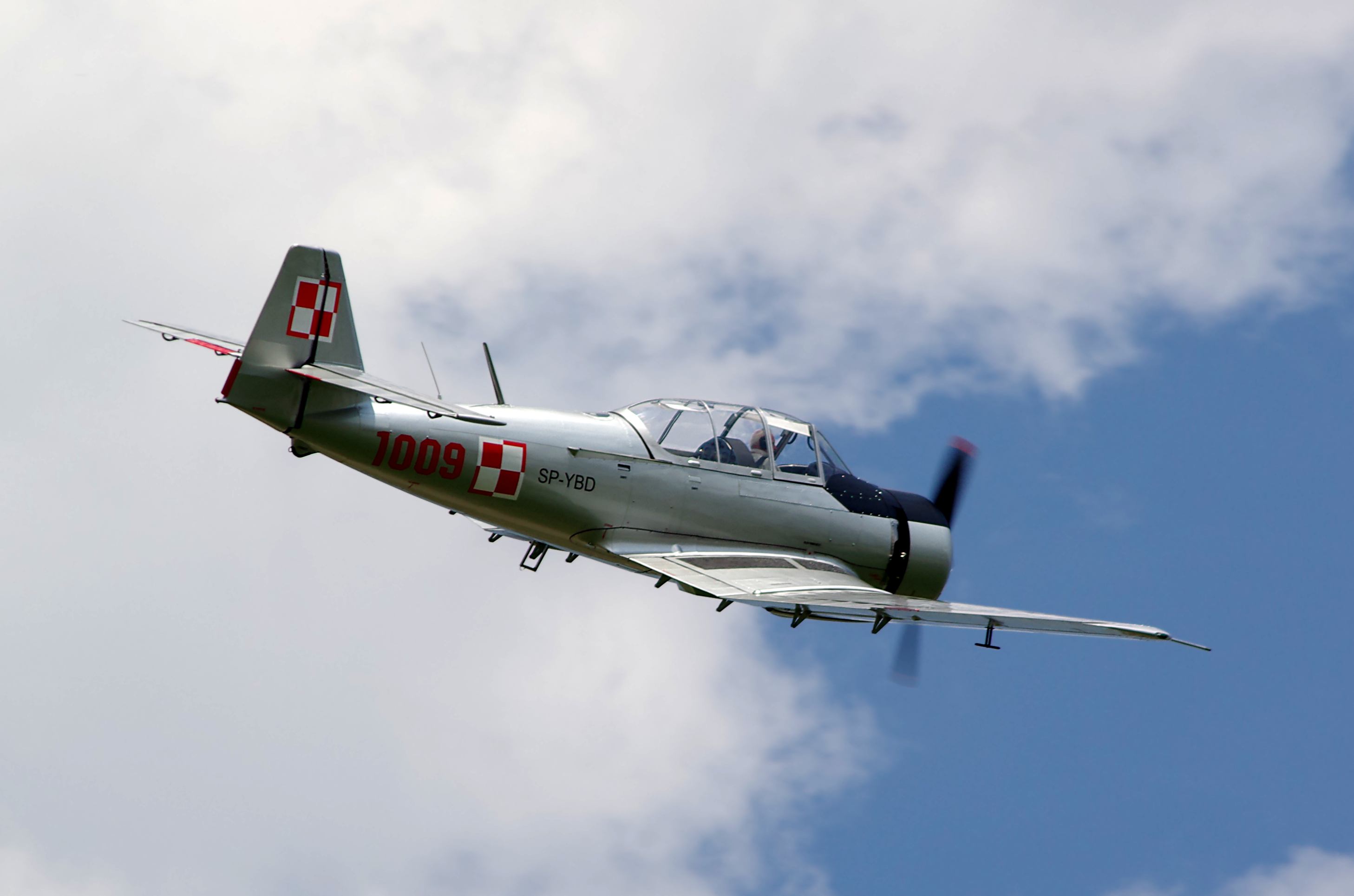
TS-8 Bies (SP-YBD), Małopolski Piknik Lotniczy

Údaje dle

### Hlavní technické údaje
- Rozpětí: 10,50 m
- Délka: 8,55 m
- Výška: 3,00 m
- Nosná plocha: 19,10 m
- Prázdná hmotnost: 1 245 kg
- Maximální vzletová hmotnost: 1 630 kg

### Výkony
- Maximální rychlost: 310 km/h
- Cestovní rychlost: 270 km/h
- Přistávací rychlost: 115 km/h
- Maximální přípustná rychlost: 450 km/h
- Počáteční stoupavost: 6,3 m/s
- Dostup: 6 000 m
- Dolet: 750 km
- Rozjezd: 330 m
- Dojezd: 455 m